# Ischioscia plurimaclata
Ischioscia plurimaclata is een pissebed uit de familie Philosciidae. De wetenschappelijke naam van de soort is voor het eerst geldig gepubliceerd in 2000 door Lestikow.